# 刘蓟
刘蓟（1918年—2014年），女，陕西大荔人，中华人民共和国政治人物，曾任西安市人大常委会副主任，第六届全国人大代表。